# Giel Janssen

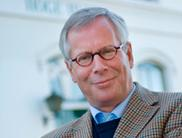
Giel Janssen

G. A. A. J. (Giel) Janssen (* 27. April 1951) ist ein niederländischer Politiker der VVD.

## Werdegang
Janssen war von März 1994 bis April 2006 Beigeordneter (wethouder) in der Gemeinde Bergen op Zoom. Im November 2006 wurde er zum Bürgermeister der Gemeinde Cromstrijen (Südholland). Von März 2011 bis Dezember 2016 war er Bürgermeister von Halderberge.
| Personendaten    | Personendaten                      |
| ---------------- | ---------------------------------- |
| NAME             | Janssen, Giel                      |
| ALTERNATIVNAMEN  | Janssen, G. A. A. J.               |
| KURZBESCHREIBUNG | niederländischer Politiker der VVD |
| GEBURTSDATUM     | 27. April 1951                     |